# Pedro Gómez Barrero
Pedro Gómez Barrero (Cucunubá, 14 de febrero de 1929-Bogotá, 17 de febrero de 2023) fue un empresario constructor, diplomático y abogado colombiano. 
Fue reconocido por ser El padre de los centros comerciales del país.

## Biografía
Nació en Cucunubá  (Cundinamarca), desde niño se radicó en Bogotá. Estudió bachillerato y derecho en la Universidad del Rosario, de la que posteriormente fue designado Consiliario y colegial. Inició como juez civil municipal y de circuito en Bogotá y Facatativá, posteriormente fue personero delegado en lo administrativo, director del Departamento de Valorización de Bogotá, docente de Derecho Civil en la Universidad Nacional de Colombia, fundador y gerente de importantes compañías urbanizadoras, como Currea Aya y Mazuera y Currea Aya y Uribe Holguín,su propia empresa, Pedro Gómez y Compañía S. A., En 1974 promovió la construcción del primer centro comercial del país Unicentro se inauguró en 1976 y luego expandió a las principales ciudades y fortaleció en el mercado del sector hasta su quiebra en 2021.
En 1980, como empresario promovió una organización sin ánimo de lucro en Fundación Compartir, el objetivo inicial era llevar auxilios a poblaciones afectadas por desastres naturales, pero pronto mutó a la construcción de viviendas de bajo costo y la promoción de actividades educativas entre ellos la Tragedia de Armero en la reconstrucción de casas y inmuebles afectados por desastre. Se incursionó en la política, como embajador de Colombia en Venezuela, alto comisionado del Presidente de la República para el diálogo con Venezuela, miembro de la Comisión de Vecindad Colombo-Ecuatoriana, miembro de la Comisión Asesora de Relaciones Exteriores de Colombia, presidente del Capítulo Colombia del Club de Roma, negociador del proceso de paz en Colombia, miembro del Consejo Gremial Colombo-Peruano y presidente de la comisión colombiana para negociar con Venezuela los principales asuntos pendientes entre los dos países. Se desempeñó como secretario del Partido Liberal Colombiano.
Falleció el 17 de febrero de 2023 tras de sufrir un infarto de miocardio.